# ウメ子
ウメ子（ウメこ、1947年（昭和22年）（1950年（昭和25年）に、推定3歳で来日） - 2009年（平成21年）9月16日夜から17日朝）は、タイ王国出身のアジアゾウ。
小田原城を整備した小田原城址公園内の動物園で、60年近く飼育され人気を呼んだ。

## 生涯

### タイ王国から小田原へ
戦後復興の最中だった1950年（昭和25年）、市制が施行されて10周年となる小田原市が「小田原こども文化博覧会」を開催した際に、タイ王国から呼んだ。
当時の年齢は推定3歳で、横浜港から上陸、上野動物園にしばらく滞在（このとき、井の頭自然文化園のゾウ・はな子と生活を共にした）し、小田原に9月29日（25日説もある）到着。歓迎式典が営まれた。博覧会はウメ子人気もあり、50日で10数万人を呼ぶ盛況だった。また、飼育のため、上野動物園の中島与平が一緒に来園した。当時は「梅子」とも表記された（2000年代に入ってからの新聞記事でも「梅子」とする表記も多数見られる）。ちなみにウメ子とはな子は同い歳であったが、2007年（平成19年）までは「ウメ子のほうが年上」説と「はな子のほうが年上」説の両方があった。しかし両園が協議した結果、1949年（昭和24年）に推定2歳で来日したはな子と1950年（昭和25年）に3歳で来日したウメ子は同い歳という結論になった。この経緯もあり、各種資料ではウメ子のほうがはな子より年上となっている表記も垣間見られる。
当時の鈴木十郎小田原市長が人気を見て恒久的に飼育することを決定、同市が購入。小田原城で飼い続けられることになったという。
来日時の大きさは体長約1.2m、体重約450kg。2007年（平成19年）には鼻や尾を除き体長3m、体重3tに成長していた。また、1日60kgほどのエサを食べていた。当時はさまざまな芸当を披露していた。

### 苦難と事故を乗り越えて
1981年（昭和56年）1月15日、見物客とウメ子の間を隔てる空堀（モート）に落下。1時間半かけて引き揚げられた。これは、お客さんがエサをあげようとしてウメ子が目一杯鼻を伸ばした際に、足を滑らせてしまったものである。1957年（昭和32年）頃と1960年代にもウメ子は同様に空堀に転落したことがある。なお当初の放飼場は、ウメ子が鼻を伸ばせばお客さんのところまで届き、エサを受け取れるほどの距離であった。1967年（昭和42年）、毎日新聞の投書欄に一般市民から「酔漢が手を伸ばし、ウメ子の鼻と戯れている」写真が投稿され「危険なので柵の距離をもっと後退させたらどうだろうか」との意見が載ったりもした。このため、1970年代中頃に柵の位置を後退させ、運動場外側の壁をやや高くする措置が採られている。また1970年代までプールの壁が取り払われ、ウメ子が堀に降りてこられるようになっていた。ウメ子は堀の下に落ちたエサ（お客さんが投げ入れたお菓子やミカン等）を拾って食べていた（飼育員談）。
ウメ子の住まいは来園当初はゾウ舎のみで、柵で囲まれた広場に鎖でつないで飼育されていた。1952年（昭和27年）にプール付きの空堀で囲まれた総コンクリート製運動場が整備された。当時の金額で約40万円という大金を使って造られたものだった。お客さんと運動場を隔てる柵は1960年（昭和35年）頃までは木製、それ以降からは鉄製に変えられた。1989年（昭和64年/平成元年）にその柵は一部改修され、ペンキも銀色から紅色に塗り替えられた。また柵と堀の間の観葉植物も入れ替えられたほか、長年周りに植えられていたヤシの木2本も伐採された。運動場は1952年（昭和27年）の完成から2009年（平成21年）にウメ子が亡くなるまで新築されることはなかったが、ところどころ改修はなされていた。プールの階段横の壁が撤去されて棒だけになったほか、ゾウ舎は当初は飼育員の事務室も隣接していたが後に撤去、ゾウ舎のみとなった。また1970年（昭和45年）頃、若かったウメ子が壁に突進してしまい、壁の一部が壊れたことがあった。このためにゾウ舎の壁と運動場の間についたてを設置し、飼育員が緊急時に避難できる仕組みができた。
ゾウ舎の中も、2000年（平成12年）頃に高齢となったウメ子が転倒して起き上がれなくなった時に備えてクレーンを吊るすことができる櫓を設置、また人の万が一の侵入を防ぐために鉄製の頑丈な柵で窓が囲われた。
1993年（平成5年）10月8日午前8時35分頃、ウメ子のゾウ舎で清掃作業をしていた男性飼育員（当時34歳）が死亡する事故が発生した。当時、敷き藁を取り替える作業を飼育員2人が行っていたが、その際、ウメ子が一人の飼育員に近づいて行った。直後に飼育員が頭から血を流して倒れていたという（死因は脳挫傷）。もう一人の飼育員はウメ子の後ろにいたため、事故の瞬間は見えなかったという。ウメ子に突き飛ばされるなどしたか、自分で足を滑らせたかのどちらかとされたが、小田原署の調べでははっきりした原因は分からなかった。しかしウメ子が飼育員を踏んだり、傷つけたりした跡はなかったという。ウメ子の処分は検討されなかったが、事故当日はウメ子は運動場に出されることはなかった。この事故をめぐって翌年、遺族が「小田原動物園には飼育マニュアルが作成されておらず、安全管理に不備があった」として小田原市を相手取り、慰謝料などを求める裁判を起こした。小田原市側は「文書化されたマニュアルは作成していなかったが、口頭で危険な点等の注意すべき点は伝えていた。ゾウの飼育には必ずベテランと一緒に作業させていた」と反論した。この裁判は後に小田原市と遺族の間で和解が成立している。

### 還暦、最期とその後
2000年（平成12年）に開園50周年とウメ子来園50周年、そして長寿を祝うお祝いが開かれた。2007年（平成19年）は推定年齢3年と来日57年を合わせて60歳の還暦が祝われ、10月16日から25日にかけては写真や応募のメッセージ展示、10月20日には食パンやバナナで作ったバースデーケーキ贈呈が行われた。ちなみに55歳の誕生日（2005年（平成17年））にはおからで作ったケーキが贈られている。
2009年（平成21年）9月17日午前8時37分頃、飼育舎の中で横たわるウメ子を、出勤した飼育員が発見。前日16日も通常と変わらない60キロのエサを完食していた。小田原市は市民からの記帳や献花の受け付けを行い追悼したほか、上野動物園から一緒に来園し、85歳となった初代飼育員中島も遺体と体面、最後の別れをした。
2009年（平成21年）10月17日には「お別れの会」が主のいなくなったゾウ舎前で行われ、高さ3m、幅約2.4mの等身大遺影が飾られ、加藤憲一小田原市長が追悼の言葉と共に、市民功労賞特別賞を贈呈した。式には約5000人が出席、銅門前広場や郷土資料館で追悼メッセージや古い写真、記念品などが展示された。ゾウをかたどった、小田原名産のかまぼこなども特別販売された。
2010年（平成22年）3月25日に、ウメ子に感謝の意を込めて、神奈川県内や新宿等130の郵便局で「ウメ子オリジナル切手シート」が限定1,500枚販売されることになった。1シート1,200円。
同年、NPO法人「おだわらシネマトピア」によるウメ子の映画制作のために市民らの映像が募集され、飼育員の撮影も合わせて25分の映像集が制作され「小田原映画祭」で上映された。2011年にも短編映画「小田原城のウメ子さん ファンが残してくれた宝物」（20分）が公開された。
2011年（平成23年）3月、ゾウ舎の撤去が行われ、跡地にレリーフが設置された。
2012年12月、ウメ子の骨格標本が「神奈川県立生命の星・地球博物館」の企画展「博物館の標本工房」にて一時的に公開。ウメ子の骨格はあばら骨が短くなり、下顎の左の歯が磨耗しているなどの高齢化の特徴がみられた。

## エピソード
- ウメ子は、40年以上前から時折お客さんに鼻を使って水や糞をかけるいたずらをすることで有名だった。水や糞をかけた後は決まっていたずらっ子のように走って逃げていた。
- 川原泉の漫画『フロイト1/2』の作中、主人公の女性と男性が小田原城址公園で出会う場面で、女性が城に来た目的のひとつとしてウメ子が描かれている[14]。
- 飼育環境が狭く、不適切な環境との批判もあった。1996年9月、日本の地球生物会議ALIVEと英国のボーンフリー財団からの“ズーチェック”を受け、動物にとって劣悪な環境であるとして、小田原動物園は閉園を勧告され[15]、TBSテレビで取り上げられた。
- 文化庁が1970年代に「城は史跡であり、歴史と関係ない動物園などの施設はふさわしくない」と勧告しており、城内の動物園存続はウメ子が存命の限り、との方針が打ち出されていた[16]。しかし、小田原動物園ではニホンザルの引き取り手がみつからず10年以上にわたりサル舎だけが残る状態になっていたが、2023年12月にサル舎に残るニホンザル7匹が茨城県の東筑波ユートピアに引き取られることになり、その後サル舎も撤去され閉園することになった[17]。

## 参考
- タウンニュース小田原版「ウメ子めでたく還暦」[リンク切れ]
- 小田原市観光課サイト2009年9月17日「小田原動物園のゾウのウメ子さんがお亡くなりになりました」[リンク切れ]